# Stilian Chilingirov
Stilian Chilingirov est un écrivain et ethnographe bulgare prolifique, homme politique et personnage public du début du XXe siècle. Il est connu comme le dernier revivaliste. Il a été parmi les fondateurs de l'Union des écrivains bulgares en 1923 et son président (1941 - 1944).